# ID-0
《ID-0》是在2017年4月播出的日本原創3DCG電視動畫作品，由谷口悟朗擔任導演、黑田洋介擔任編劇、三次元負責動畫製作。

## 登場人物

### 埃斯卡维特社
伊度（IDO，聲：興津和幸）
埃斯卡维特社员，使用蓝色涂装的i-Machine，以能量匕首作为武器。永恒转化体，但没有任何信息编号紀錄，連行星联盟军都查不到這個人。本人透漏只記得最近七年的事，並表示曾被以i-Machine狀態收監於重罪流放船上長達二十年之久。对于毫无记录的自己也有疑惑，抱著想要了解自己过去的愿望。
之后被遭到面具男脅迫的卡拉带往位在開拓衛星六號的MT公司本部，被面具男指出他就是凱恩·有栖川本人的意识。其作为凱恩·有栖川时由于过于疯狂的想法而被亚当斯流放，而其蓝色i-Machine是特意没在联盟登记地用于其意识丢失时的后备措施，也因此丢失了作为凱恩的记忆。
三栗·麻耶（聲：津田美波）
本作主角，父母早亡。遺傳訊息情報分類B3224，聯盟學園宇宙礦業學科三年級生，宇宙地质学成绩优秀，被認為有成為學科主席的資質。頭腦聰明但個性遲鈍。在一次探礦實習中被擔當教授陰謀抛弃，所得的探勘情報亦遭陰謀竊取，被教授轉賣黑市圖利。被埃斯卡维特社的挖掘船救起後得知遭教授誣陷而被迫与社员共同行动。
里克·艾亞（聲：松風雅也）
埃斯卡维特社员，使用红色涂装的i-Machine。永恒转化体，前王牌賽車手，行星聯賽三連勝紀錄保持人，在一次意外中傷重不治。之後向阿曼沙透露，星際賽車手会将意识備份到i-Machine上進行双人操作，自己实际上就是那個備份意识，本体意识已經跟著身體一起死亡，這也是他在擴張空間仍然使用i-machine形象的原因。
對阿曼莎一見鍾情。
卡拉·米拉佛登（聲：大原沙耶香）
埃斯卡维特社员，使用紫色涂装的i-Machine，负责公司的情报交易。永恒转化体，過去是叱吒宇宙资源市场的資金经纪人。社員中只有她和格雷曼船長以擴張空間分身的形式留存本體形象，是一位淡金短髮的正裝美人。
十年前由于一次鑽探行動發生事故导致身体被传送走而丢失，之后从面具男获知身体在其手中而被迫與他合作，之后面具男按照约定将其转移回其身体。
格雷曼（聲：小山力也）
埃斯卡维特社长，使用军绿色涂装的i-Machine。永恒转化体，本名杰克·北條，前行星联盟军上校，曾意外导致最新锐战舰损毁，造成700多名船员伤亡。社員中只有他和卡拉以擴張空間分身的形式留存本體形象，是一位光頭黑人大漢。
克蕾雅·北條（聲：金元壽子）
埃斯卡维特社员，格雷曼的女儿，负责船艦操作。社內唯一自然人，並不持有任何i-Machine。
法露莎（聲：小澤亞李）
埃斯卡维特社员，使用粉红色涂装的i-Machine。
永恒转化体，本体为鲸鱼座上一種即将灭绝的野生生物。

### 行星联盟军
阿曼札·沃爾奇科娃（聲：皆川純子）
行星联盟军第83强攻侦察中队長，階級為中尉。个性十分忠于指令，被IDO讥讽比机械构成的永恒转化体更像机械。
参与抓捕利用非法情报进行开采矿石的公司船只抓捕。在埃斯卡维特社挖到內藏谜之少女的欧力哈鲁特矿石后，受军方指令对該社船只进行拘捕，卻在過程中遭到大量陨石袭击时被埃斯卡维特社的船只一同強行传送逃脱，被迫與埃斯卡维特社共同行動的同時，在得知IDO真正地不知道自己的真实身份和遭遇后，也逐漸開始懷疑事件背後的黑幕。

### 行星聯盟學園
阿托密·金斯伯格（配音：宝龟克寿）
麻耶的教授，宇宙地质学的权威。表面和蔼可亲卻是阴险之人，将麻耶的矿石行星资料非法出卖给其他挖掘公司，并利用實習意外嫁祸给麻耶。
羅曼諾夫（配音：羽多野涉）
金斯伯格教授的助手。

### 其他
愛麗絲（聲：上田麗奈）
埃斯卡维特社在欧力哈鲁特矿石行星內發現的小女孩。大約是人類四歲小孩的體型，卻有貓耳和貓尾。不會說話，只能發出「啊啊啊」的聲音。最初被社員取名為「歐娃」，之後社員持續遭到礦石行星帶攻擊的過程中，伊度與她接觸時看到疑似自己過去的記憶片段，並得知她的本名「愛麗絲」。
自身具有无意識操控欧力哈鲁特矿石的能力，能操作产生贴身的隔离空间而能直接暴露在太空环境。从面具男与白眉老人的对话中，可能出自对欧力哈鲁特矿石试验的产物。
亚当斯·福鲁特·谢巴利亚（配音：子安武人）
戴面具的白发男子，有能力干涉行星联盟军的行动。
实际上同凯恩、珍妮弗是开发i-Machine及MT系统的同僚。在从凯恩得知矿石的来源、对爱丽丝的实验真实目的和其强行继续推广矿石的使用后，认为凱恩不顾人类存亡的做法过于疯狂而强行将其意识流放，自己使用凯恩的身体并从中得知凯恩对抗矿石的方法后，利用其身份和成就发展其i-Machine产业，并试图阻止矿石的后果而彰显自己的成就。
臉上的面具其實是新開發的小型轉移裝置，之后向伊度揭露自己是利用該裝置將凱恩·有栖川本人的意識流放掉並奪走其肉體取而代之的存在，伊度就是被他流放掉的那個本人意識。
珍妮弗·雷科特（配音：井上喜久子）
同凱恩、亚当斯共同开发i-Machine及MT系统，爱丽丝的母亲，在爱丽丝的意识被转移入欧力哈鲁特矿石并随矿石传送走后伤心失控，之后接受治疗，在故事发生时为行踪不明。
白眉老人（配音：麦人）
和面具男通话的老人，落語師打扮。
凱恩·有栖川（配音：绿川光）
在蒙面男梦中出现的男人，i-Machine的发明者。
在研究矿石时发现了可能是未知外星生命的产物，并利用病危的爱丽丝将其意识转移入矿石中来测试能否利用人类意识控制矿石，之后甚至不顾亚当斯对风险的反对强行推广矿石的使用，最终被亚当斯认为其过于疯狂而强行将其意识流放，其身体被亚当斯取而代之。
澤法（配音：村田太志）
與卡拉交易市場情報的情報屋。
山姆·泰勒（配音：千葉一伸）
條約遵守機構保障處置委員會第三調查團統括官，以調查非法挖掘並為埃斯卡维特社平反的理由要求會談，卻趁著社員協商時劫船強行傳送，本人更潛入社用船隻意圖拐走愛麗絲並劫持摩耶。搭乘逃生挺逃走時遭到礦物小行星攻擊，在摩耶趁勢帶著愛麗絲跳船後被聚集而來的小行星壓死。逃脫過程中認出伊度的聲音後異常驚恐，死前流出的錄像情報指出伊度是「人類的敵人、必須抹殺對象」。
埃斯卡维特社的船员在调查凱恩·有栖川的资料時，发现他和凱恩·有栖川几乎長得一模一样，被怀疑是凱恩·有栖川的複製人。

## 术语
欧力哈鲁特
故事世界中一种特殊太空矿石，能被用于进行空间转移或意识转移，在故事中的人类世界所开采和大规模利用，成为基础设施不可或缺的一部分，但对其成分构成等仍存在未知。人类利用这种矿石得以进行超光速的跨星系太空航行与通信等。
i-Machine
一种利用欧力哈鲁特将人类意识抽离转移进行来操作的人形机械，体感高度为18米，故事中的人类利用这种机械从而完成各种高危工作而不会损害肉身。因为没有搭载人类肉身所以不用配置生命维持系统。
MT系统（配音：木村珠莉（系统语音））
i-Machine上的管理系统，负责将人类意识在肉体上进行备份然后复制到i-Machine中，通过系统来进行操作，并在i-Machine损坏后重新恢复肉体上的意识。
永恒转化体
指舍弃人类肉身，将意识永久转移入i-Machine的人。只要i-Machine不被损毁则可以达到永生，但是一旦i-Machine被破坏则会因为没有肉身恢复而死亡。在故事中的行星联盟法为最严重的犯罪行为，而且也被认为有违生命伦理。
拉基普
移动天体，有自我意識，會自行追蹤並獵捕歐力哈魯特。似乎有多個個體，形狀不固定，多半為原球體但帶有殘缺口則有部分為各類形狀。

## 製作人員
- 導演：谷口悟朗
- 劇本統籌、編劇：黑田洋介
- 機械人物設定：海老川兼武
- 動畫人物原案：村田蓮爾
- 動畫人物設定：加藤裕美
- 機械設定：片貝文洋、高倉武史、柳瀨敬之
- 物品設定：岩永悅宜
- 3DCG監督：今義和
- 模型指導：平井和希、武內泰久
- 骨架指導：四本大介
- 動畫指導：志賀健太郎、西野弘泰、三村厚史、中村基樹
- 美術指導：金子雄司
- 美術設定：平澤晃弘、岩熊茜
- 研究員：白土晴一
- 色彩設計：柴田亞紀子、北川順子
- 攝影指導：奧村大輔
- 編輯：長谷川舞
- 音效指導：明田川仁
- 音樂：服部隆之
- 音樂製作：Lantis
- 動畫製作：三次元
- 監製：世界Cosplay高峰會

## 主題曲
片頭曲「ID-0」
作詞、主唱：佐咲紗花，作曲、編曲：AstroNoteS
片尾曲「Stellar Compass」
作詞：影山浩宣、Serena Lee，作曲：影山浩宣、服部隆之，編曲：服部隆之，主唱：影山浩宣
特報歌曲
主唱：佐咲紗花

## 各話列表
| 話數      | 日文標題 | 中文標題 | 分鏡            | 演出         | 2D作畫監督          |
| --------- | -------- | -------- | --------------- | ------------ | ------------------- |
| DIG 01    |          | 魂魄遷移 | 谷口悟朗        | 野上和男     | 茶之原拓也          |
| DIG 02    |          | 時空結節 | 須永司          | 久保田雄大   | 茶之原拓也          |
| DIG 03    |          | 空漠之廊 | 須永司          | 松下周平     | 茶之原拓也          |
| DIG 04    |          | 轉移奇襲 | 須永司          | 野上和男     | 茶之原拓也          |
| DIG 05    |          | 結晶幼女 | 林直孝          | 林直孝       | 茶之原拓也          |
| DIG 06    |          | 攪亂世界 | 大橋誉志光      | 平井义通     | -                   |
| DIG 07    |          | 生存宙域 | 須永司          | 久保田雄大   | 茶之原拓也          |
| DIG 08    |          | 電荷噴流 | 須永司          | 松下周平     | 菅野千愛            |
| DIG 09    |          | 真誠探求 | 林直孝          | 林直孝       | 茶之原拓也          |
| DIG 10    |          | 縮退履歴 | 須永司          | 金子祥之     | 菅野千愛            |
| DIG 11    |          | 無垢軌道 | 須永司          | のがみかずお | 茶之原拓也 菅野千愛 |
| BRIDGE 12 |          | 實存人格 | 須永司 谷口悟朗 | 久保田雄大   | 茶之原拓也 菅野千愛 |

## 外部連結
- 官方网站（日語）
- 電視動畫《ID-0》東京都會電視台介紹專頁 （页面存档备份，存于）（日語）
- 電視動畫《ID-0》日本BS放送電視台介紹專頁 （页面存档备份，存于）（日語）
- 電視動畫《ID-0》京都放送電視台介紹專頁 （页面存档备份，存于）（日語）
- 電視動畫《ID-0》官方的X（前Twitter）（日語）